# Deltocyathus agassizii
Deltocyathus agassizii är en korallart som beskrevs av Pourtalès 1867. Deltocyathus agassizii ingår i släktet Deltocyathus och familjen Caryophylliidae. Inga underarter finns listade i Catalogue of Life.